# اس‌ام یوبی-۹۰
اس‌ام یوبی-۹۰ (به انگلیسی: SM UB-90) یک زیردریایی بود که طول آن ۵۵٫۵۲ متر (۱۸۲٫۲ فوت) بود. این زیردریایی در سال ۱۹۱۸ ساخته شد.